# Anjaw
Der Distrikt Anjaw ist ein Distrikt im indischen Bundesstaat Arunachal Pradesh. Sitz der Distriktverwaltung ist Hawai. Der zugehörige Hierarchische Administrative Subdivision-Code (HASC) lautet: IN.AR.AJ.

## Geschichte
Das Gebiet stand jahrhundertelang nominell unter tibetischer Herrschaft. Die McMahon-Linie schlug das Gebiet Britisch-Indien zu und es wurde von Assam aus verwaltet. Im Zweiten Weltkrieg war es Kampfgebiet zwischen Briten und Japanern. Da die Chinesen die Shimla-Konvention im Jahr 1914 nicht unterschrieben hatten, betrachten sie das Gebiet als Teil Tibets (Südtibet) und somit Chinas. Diese Gebietsansprüche führten 1962 zum Indisch-Chinesischen Grenzkrieg und der kurzzeitigen Besetzung durch die Volksrepublik China. Der Distrikt entstand am 16. Februar 2004 durch Abspaltung vom Distrikt Lohit.

## Geografie

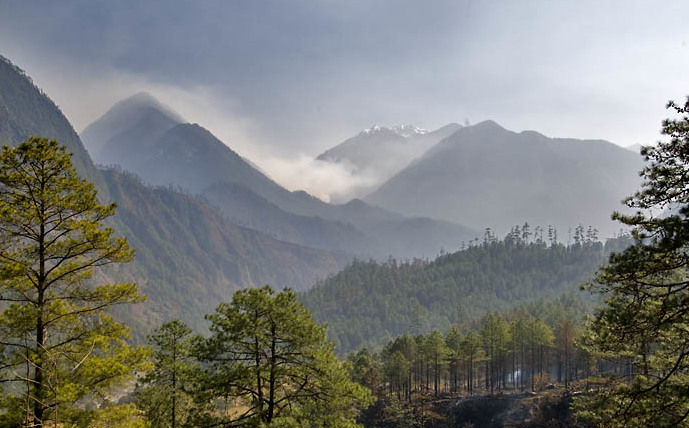
Landschaft von Anjaw

Der Distrikt Anjaw liegt im äußersten Osten von Arunachal Pradesh. Der Distrikt grenzt im Westen an Lohit, im Norden an Tibet, im Osten an Myanmar sowie im Süden an Changlang. Die Fläche des Distrikts Anjaw beträgt 6190 km². Der Distrikt wird vom Fluss Lohit durchflossen.

## Bevölkerung

### Übersicht
Nach der Volkszählung 2011 hat der Distrikt Anjaw 21.167 Einwohner. Bei 3,4 Einwohnern pro Quadratkilometer ist der Distrikt sehr dünn besiedelt. Die Bevölkerungsentwicklung ist typisch für Indien. Zwischen 2001 und 2011 stieg die Einwohnerzahl um 14,2 Prozent. Der Distrikt ist ländlich geprägt und hat eine unterdurchschnittliche Alphabetisierung. Es gibt keine Dalits (scheduled castes), aber sehr viele Angehörige der anerkannten Stammesgemeinschaften (scheduled tribes).

### Bevölkerungsentwicklung
Wie überall in Indien wächst die Einwohnerzahl im Distrikt Anjaw seit Jahrzehnten stark an. Die Zunahme betrug in den Jahren 2001–2011 rund 14 Prozent (14,19 %). In diesen zehn Jahren nahm die Bevölkerung um mehr als 2600 Menschen zu. Die genauen Zahlen verdeutlicht folgende Tabelle:

### Bedeutende Orte
Insgesamt gibt es im Distrikt mit dem Hauptort Hawai nur einen Ort, der als Stadt (towns und census towns) gilt. Deshalb ist der Anteil der städtischen Bevölkerung im Distrikt sehr tief. Denn nur 982 der 21.167 Einwohner oder 4,64 % leben in städtischen Gebieten.

### Bevölkerung des Distrikts nach Geschlecht
Der Distrikt hatte seit 1971 immer mehr männliche wie weibliche Einwohner. Dies ist typisch für weite Gebiete Indiens. Der Anteil der männlichen Bevölkerung liegt aber sehr deutlich über dem indischen Durchschnitt. Die Verteilung der Geschlechter sieht wie folgt aus:
| Verteilung der Bevölkerung nach Geschlecht im Distrikt Anjaw |                   |                   |                   |                   |                   |                   |                   |                   |                   |                   |                   |                   |
|                                                              | Volkszählung 1961 | Volkszählung 1961 | Volkszählung 1971 | Volkszählung 1971 | Volkszählung 1981 | Volkszählung 1981 | Volkszählung 1991 | Volkszählung 1991 | Volkszählung 2001 | Volkszählung 2001 | Volkszählung 2011 | Volkszählung 2011 |
| Anzahl                                                       | Anteil            | Anzahl            | Anteil            | Anzahl            | Anteil            | Anzahl            | Anteil            | Anzahl            | Anteil            | Anzahl            | Anteil            |                   |
| GESAMT                                                       | 10.916            | 100 %             | 13.601            | 100 %             | 14.473            | 100 %             | 17.208            | 100 %             | 18.536            | 100 %             | 21.167            | 100 %             |
| Männer                                                       | 5351              | 49,02 %           | 7736              | 56,88 %           | 7980              | 54,45 %           | 9728              | 56,53 %           | 10.209            | 55,08 %           | 11.507            | 54,36 %           |
| Frauen                                                       | 5565              | 50,98 %           | 5865              | 43,12 %           | 6493              | 45,55 %           | 7480              | 43,47 %           | 8327              | 44,92 %           | 9660              | 45,64 %           |

### Volksgruppen
In Indien teilt man die Bevölkerung in die drei Kategorien general population, scheduled castes und scheduled tribes ein. Die scheduled castes (anerkannte Kasten) mit (2011) 0 Menschen (0,00 Prozent der Bevölkerung) werden heutzutage Dalit genannt (früher auch abschätzig Unberührbare betitelt). Die scheduled tribes sind die anerkannten Stammesgemeinschaften mit (2011) 16.451 Menschen (77,72 Prozent der Bevölkerung), die sich selber als Adivasi bezeichnen. Zu ihnen gehören in Arunachal Pradesh 104 Volksgruppen. Aufgrund der Sprache (Zahlen für die Volksgruppen sind nur bis Distriktshöhe veröffentlicht) sind die Mishmi, Dogri, Adi und Lushai/Mizo die wichtigsten Gruppen innerhalb der anerkannten Stammesgemeinschaften im heutigen Distrikt.

### Bevölkerung des Distrikts nach Sprachen
Eine deutliche Mehrheit der Bevölkerung im Distrikt Anjaw spricht eine tibetobirmanische Sprache. Die weitverbreitetste Sprachgruppe ist Mishmi mit 15.313 Muttersprachlern oder 72,34 % der Einwohnerschaft. Mit Ausnahme des Circles Kibithoo bildet diese Sprachgruppe in allen Circles eine deutliche Bevölkerungsmehrheit. Zweitstärkste einheimische Sprachgruppe ist Tibetisch. Unter den Sprachen der Zugewanderten ist die Sprachgruppe Hindi (mit Hindi, Sadan/Sadri und Bhojpuri; 1488 Personen oder 7,03 % Anteil) vor Nepali, Bengali (450 Personen oder 2,13 %) Punjabi und Assami die meistgesprochene Muttersprache.
Hindi hat seine Hochburgen in den Circles Hayuliang und Kibithoo, Tibetisch in den Circles Kibithoo und Walong. Nepali ist in den Circles Hawai, Hayuliang und Walong eine bedeutende Minderheitensprache. Die Verteilung der Einzelsprachen sieht wie folgt aus:
| Jahr                                   | Mishmi | Mishmi  | Nepali | Nepali | Hindi | Hindi  | Tibetisch | Tibetisch | Bengali | Bengali | Pandschabi | Pandschabi | Assami | Assami | Dogri | Dogri  | Sadan/Sadri | Sadan/Sadri | Gesamt | Gesamt |
| Jahr                                   | Zahl   | %       | Zahl   | %      | Zahl  | %      | Zahl      | %         | Zahl    | %       | Zahl       | %          | Zahl   | %      | Zahl  | %      | Zahl        | %           | Zahl   | %      |
| -------------------------------------- | ------ | ------- | ------ | ------ | ----- | ------ | --------- | --------- | ------- | ------- | ---------- | ---------- | ------ | ------ | ----- | ------ | ----------- | ----------- | ------ | ------ |
| 2011                                   | 8649   | 40,86 % | 1116   | 5,27 % | 995   | 4,70 % | 483       | 2,28 %    | 442     | 2,09 %  | 327        | 1,54 %     | 287    | 1,36 % | 234   | 1,11 % | 21.167      | 100,00 %    |        |        |
| Quelle: Ergebnis der Volkszählung 2011 |        |         |        |        |       |        |           |           |         |         |            |            |        |        |       |        |             |             |        |        |

### Bevölkerung des Distrikts nach Bekenntnissen
Der Distrikt ist religiös sehr gemischt, hat aber eine hinduistische Bevölkerungsmehrheit. Fast gänzlich hinduistisch ist der Circle Hawai (96,19 % Bevölkerungsanteil). Mehrheitlich hinduistisch sind zudem die Circles Walong (72,61 %), Hayuliang (61,24 %), Kibithoo, Goiliang und Chaglagam (mit Anteilen zwischen 51 und 55 %). In den Circles Metengliang und Manchal sind die Hindus gegenüber der Anhängerschaft Ethnischer Religionen in der Minderheit. Weitere Hochburgen der Ethnischen Religionen sind die Circles Chaglagam und Goiliang. Im Circle Kibithoo sind die Sikhs überdurchschnittlich vertreten (16,22 % Anteil). Die Buddhisten haben ihre Hochburgen in den Circles Walong (20,15 %) und Kibithoo (19,04 %). Die genaue religiöse Zusammensetzung der Bevölkerung zeigt folgende Tabelle:
| Jahr                                   | Buddhisten | Buddhisten | Christen | Christen | Hindus | Hindus  | Jainas | Jainas | Muslime | Muslime | Sikhs | Sikhs  | Andere | Andere  | keine Angaben | keine Angaben | Gesamt | Gesamt   |
| Jahr                                   | Zahl       | %          | Zahl     | %        | Zahl   | %       | Zahl   | %      | Zahl    | %       | Zahl  | %      | Zahl   | %       | Zahl          | %             | Zahl   | %        |
| -------------------------------------- | ---------- | ---------- | -------- | -------- | ------ | ------- | ------ | ------ | ------- | ------- | ----- | ------ | ------ | ------- | ------------- | ------------- | ------ | -------- |
| 2011                                   | 644        | 3,04 %     | 271      | 1,28 %   | 13.088 | 61,83 % | 12     | 0,06 % | 655     | 3,09 %  | 273   | 1,29 % | 6137   | 28,99 % | 87            | 0,41 %        | 21.167 | 100,00 % |
| Quelle: Ergebnis der Volkszählung 2011 |            |            |          |          |        |         |        |        |         |         |       |        |        |         |               |               |        |          |

## Verwaltung
Der heutige Distrikt ist in die zwei Subdivisionen Hawai und Hayuliang und insgesamt acht Circles (Kreise) unterteilt.